# Alfred Édouard Seydoux
 (mai 2023).
Pour les autres membres de la famille, voir Famille Seydoux.
Alfred Édouard Seydoux , né le 27 mars 1862 au Cateau-Cambrésis et décédé le 12 décembre 1911 dans le 16e arrondissement de Paris, est un industriel français.

## Biographie
Alfred Seydoux est né le 27 mars 1862. Il est le petit-fils d’Auguste Seydoux (1801-1878) industriel d’origine suisse et protestant qui avec son frère Charles et son associé et gendre Henri Sieber, ont donné un essor considérable aux établissements de filature et tissage fondés par le Lyonnais, Jacques Paturle au Cateau-Cambrésis (Nord).
Dès 1885, il effectue un voyage d’affaires de deux mois aux États-Unis. Il se rend à New York, Washington, Boston, Pittsburgh, Chicago, la Nouvelle Orléans, Toronto, Québec, Montréal, et prend la mesure du développement économique du pays. Il est reçu à la Maison blanche par le président Grover Cleveland
En 1886, Alfred Seydoux épouse Alice de Mallmann. Elle est la petite-fille de Johann Liebieg, important industriel de Reichenberg (Liberec) en Bohême : textiles, verreries, sucreries.
Il est aussi le beau-frère du physicien René de Malmann, membre de l’Académie des Sciences, membre de l’équipe de France de rugby, ainsi que du consul Auguste François.
Si les Mallman sont catholiques, les deux familles se connaissent bien, se trouvant de longue date en relations d’affaires.
Alfred Seydoux d’abord directeur de la maison de Paris succède à son père à la direction générale de l’entreprise. Ses activités débordent du périmètre de l’affaire pour s’étendre à la profession textile puis au-delà, à la banque et à la finance.
En 1893, à 31 ans seulement, Alfred Seydoux est admis au Conseil de Régence de la Banque de France (fauteuil n°11), puis entre en 1895 au conseil d’administration de la Compagnie de Saint-Gobain et en 1897 à celui des Chemins de fer du Nord.
Engagé dans la politique locale, Alfred Seydoux est un républicain convaincu mais défenseur des libertés comme l’était son père. Il n’épouse pas les querelles sectaires du moment.
Il est certainement dreyfusard, mais c’est dans l’affaire des congrégations qu’il donne toute la mesure de son indépendance. Conscient des conditions de vie ouvrières et des bienfaits prodigués par les religieuses au Cateau, il s’oppose à leur expulsion, multipliant démarches et recours auprès de la préfecture et des parlementaires.
De 1907 à 1911, il est conseiller général du Nord, pour le canton du Cateau-Cambrésis, laissant à son frère Albert, la députation. Sollicité pour une candidature au Sénat, sa santé l’amène à y renoncer.

## Mariage et descendance
Alfred Seydoux épouse Alice de Mallmann en 1886, ils ont six enfants parmi lesquels:
- Henri Seydoux (1900-1965), conseiller général du Nord,
- Maurice Seydoux (1904-1944), Secrétaire général du Conseil d’État.

## Distinction
- Seydoux Alfred, régent de la Banque de France est fait Chevalier de la Légion d'honneur par arrêté du Ministre des Finances Joseph Caillaux en date du 17 juillet 1900[8].
  - Extraits de la publication:
    - Détails sur les servives extraordinaires rendus par le candidat: a rendu, comme Rapporteur du Comité des Billets, les plus grands services pour l'étude et l'adoption des nouveaux types de billets destinés à garantir la sécurité de notre monnaie fiduciaire.
    - Services rendus dans les établissements de bienfaisance, les commission, etc.: Fait le Bien sans le dire.